# Phyllonycteris aphylla
Phyllonycteris aphylla is een zoogdier uit de familie van de bladneusvleermuizen van de Nieuwe Wereld (Phyllostomidae). De wetenschappelijke naam van de soort werd voor het eerst geldig gepubliceerd door Miller in 1898.

## Voorkomen
De soort komt enkel voor in Jamaica.